# Sainte-Radégonde-des-Noyers
Pour les articles homonymes, voir Sainte Radégonde.
Sainte-Radégonde-des-Noyers est une commune française située dans le département de la Vendée.

## Géographie
Le territoire municipal de Sainte-Radégonde-des-Noyers s'étend sur 3 141 hectares. L'altitude moyenne de la commune est de 2 mètres, avec des niveaux fluctuant entre 0 et 7 mètres,.

### Communes limitrophes
| Moreilles  | Nalliers                    |                            |
| Puyravault | Sainte-Radégonde-des-Noyers | Chaillé-les-Marais         |
|            | Charron (Charente-Maritime) | Marans (Charente-Maritime) |

### Climat
Pour des articles plus généraux, voir Climat des Pays de la Loire et Climat de la Vendée.
En 2010, le climat de la commune est de type climat océanique altéré, selon une étude du CNRS s'appuyant sur une série de données couvrant la période 1971-2000. En 2020, Météo-France publie une typologie des climats de la France métropolitaine dans laquelle la commune est exposée à un climat océanique et est dans la région climatique  Littoral charentais et aquitain, caractérisée par une pluviométrie élevée en automne et en hiver, un bon ensoleillement, des hivers doux (6,5 °C), soumis à la brise de mer. 
Pour la période 1971-2000, la température annuelle moyenne est de 12,4 °C, avec une amplitude thermique annuelle de 13,8 °C. Le cumul annuel moyen de précipitations est de 776 mm, avec 12,1 jours de précipitations en janvier et 6 jours en juillet. Pour la période 1991-2020, la température moyenne annuelle observée sur la station météorologique de Météo-France la plus proche, sur la commune de Marans à 9 km à vol d'oiseau, est de 13,2 °C et le cumul annuel moyen de précipitations est de 739,6 mm,. Pour l'avenir, les paramètres climatiques de la commune estimés pour 2050 selon différents scénarios d'émission de gaz à effet de serre sont consultables sur un site dédié publié par Météo-France en novembre 2022.

## Urbanisme

### Typologie
Au 1er janvier 2024, Sainte-Radégonde-des-Noyers est catégorisée bourg rural, selon la nouvelle grille communale de densité à sept niveaux définie par l'Insee en 2022.
Elle est située hors unité urbaine. Par ailleurs la commune fait partie de l'aire d'attraction de La Rochelle, dont elle est une commune de la couronne,. Cette aire, qui regroupe 72 communes, est catégorisée dans les aires de 200 000 à moins de 700 000 habitants,.
La commune, bordée par l'océan Atlantique, est également une commune littorale au sens de la loi du 3 janvier 1986, dite loi littoral. Des dispositions spécifiques d’urbanisme s’y appliquent dès lors afin de préserver les espaces naturels, les sites, les paysages et l’équilibre écologique du littoral, tel le principe d'inconstructibilité, en dehors des espaces urbanisés, sur la bande littorale des 100 mètres, ou plus si le plan local d’urbanisme le prévoit.

### Occupation des sols
L'occupation des sols de la commune, telle qu'elle ressort de la base de données européenne d’occupation biophysique des sols Corine Land Cover (CLC), est marquée par l'importance des territoires agricoles (92,7 % en 2018), une proportion sensiblement équivalente à celle de 1990 (93,2 %). La répartition détaillée en 2018 est la suivante : 
terres arables (73,4 %), prairies (15,7 %), zones urbanisées (3,6 %), zones agricoles hétérogènes (3,6 %), eaux continentales (2,5 %), zones humides côtières (1,2 %). L'évolution de l’occupation des sols de la commune et de ses infrastructures peut être observée sur les différentes représentations cartographiques du territoire : la carte de Cassini (XVIIIe siècle), la carte d'état-major (1820-1866) et les cartes ou photos aériennes de l'IGN pour la période actuelle (1950 à aujourd'hui).

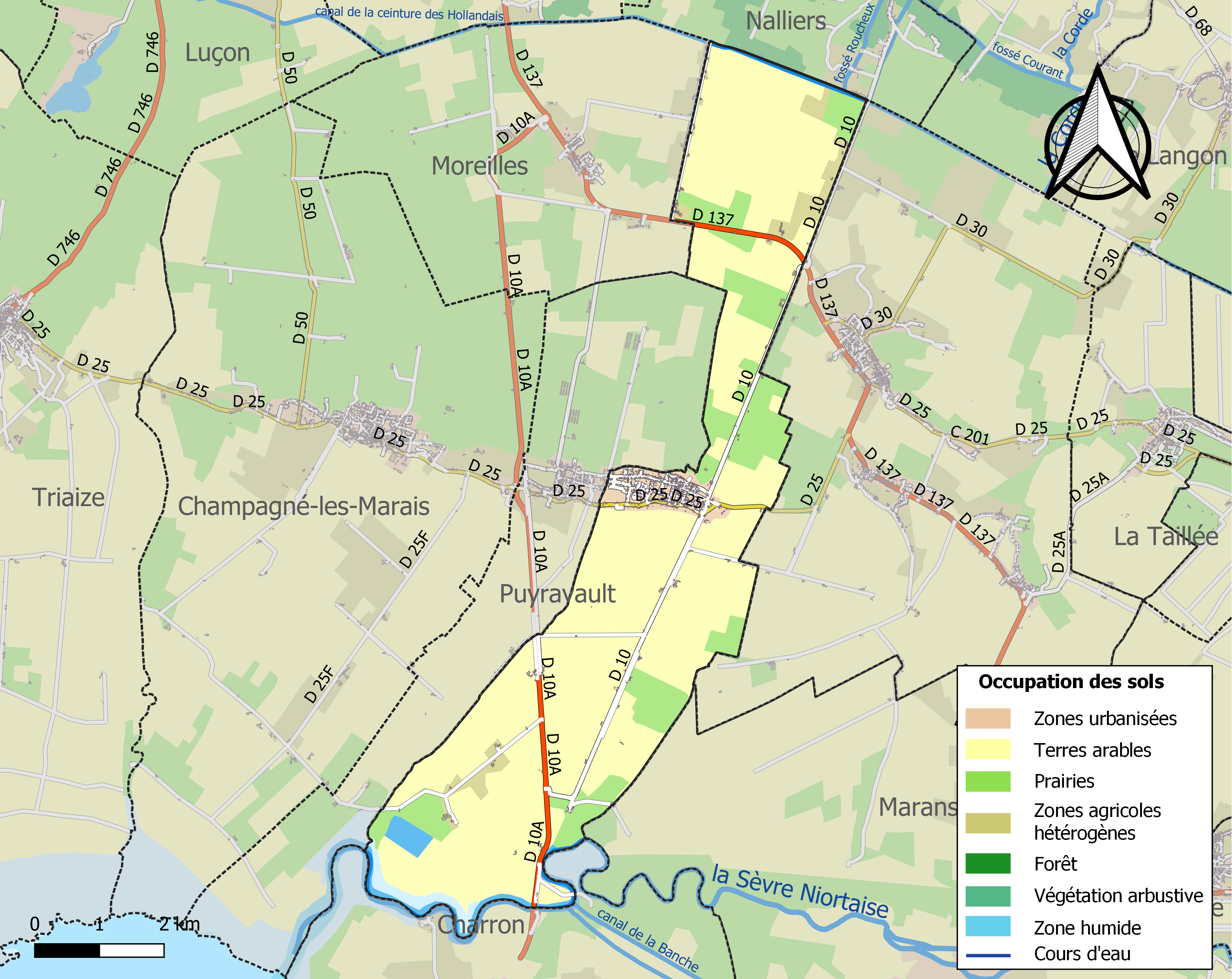
Carte des infrastructures et de l'occupation des sols de la commune en 2018 (CLC).

## Héraldique
| Blason | Blasonnement : D'or au chevron de gueules soutenu d'une corneille éployée de sable. |

## Population et société

### Démographie

#### Évolution démographique
L'évolution du nombre d'habitants est connue à travers les recensements de la population effectués dans la commune depuis 1793. Pour les communes de moins de 10 000 habitants, une enquête de recensement portant sur toute la population est réalisée tous les cinq ans, les populations de référence des années intermédiaires étant quant à elles estimées par interpolation ou extrapolation. Pour la commune, le premier recensement exhaustif entrant dans le cadre du nouveau dispositif a été réalisé en 2004.

En 2022, la commune comptait 982 habitants, en évolution de +8,27 % par rapport à 2016 (Vendée : +5,33 %, France hors Mayotte : +2,11 %).
| 1793 | 1800 | 1806 | 1821 | 1831  | 1836  | 1841  | 1846  | 1851  |
| ---- | ---- | ---- | ---- | ----- | ----- | ----- | ----- | ----- |
| 768  | 788  | 880  | 901  | 1 013 | 1 045 | 1 006 | 1 018 | 1 002 |

| 1856  | 1861  | 1866  | 1872  | 1876  | 1881  | 1886  | 1891  | 1896  |
| ----- | ----- | ----- | ----- | ----- | ----- | ----- | ----- | ----- |
| 1 084 | 1 115 | 1 103 | 1 127 | 1 109 | 1 112 | 1 064 | 1 109 | 1 000 |

| 1901 | 1906 | 1911 | 1921 | 1926 | 1931 | 1936 | 1946 | 1954 |
| ---- | ---- | ---- | ---- | ---- | ---- | ---- | ---- | ---- |
| 938  | 960  | 907  | 777  | 752  | 710  | 720  | 705  | 710  |

| 1962 | 1968 | 1975 | 1982 | 1990 | 1999 | 2004 | 2006 | 2009 |
| ---- | ---- | ---- | ---- | ---- | ---- | ---- | ---- | ---- |
| 688  | 690  | 630  | 645  | 662  | 704  | 765  | 771  | 780  |

| 2014 | 2019 | 2022 | - | - | - | - | - | - |
| ---- | ---- | ---- | - | - | - | - | - | - |
| 882  | 934  | 982  | - | - | - | - | - | - |

#### Pyramide des âges
En 2018, le taux de personnes d'un âge inférieur à 30 ans s'élève à 32,0 %, soit au-dessus de la moyenne départementale (31,6 %). À l'inverse, le taux de personnes d'âge supérieur à 60 ans est de 23,9 % la même année, alors qu'il est de 31,0 % au niveau départemental.
En 2018, la commune comptait 471 hommes pour 454 femmes, soit un taux de 50,92 % d'hommes, largement supérieur au taux départemental (48,84 %).
Les pyramides des âges de la commune et du département s'établissent comme suit.
| Hommes | Classe d’âge | Femmes |
| ------ | ------------ | ------ |
| 0,0    | 90 ou +      | 0,0    |
| 6,1    | 75-89 ans    | 7,6    |
| 18,3   | 60-74 ans    | 15,7   |
| 20,6   | 45-59 ans    | 25,5   |
| 20,4   | 30-44 ans    | 21,8   |
| 14,9   | 15-29 ans    | 10,0   |
| 19,7   | 0-14 ans     | 19,2   |

| Hommes | Classe d’âge | Femmes |
| ------ | ------------ | ------ |
| 0,8    | 90 ou +      | 2,2    |
| 8,7    | 75-89 ans    | 11,1   |
| 20,3   | 60-74 ans    | 21,3   |
| 20     | 45-59 ans    | 19,4   |
| 17,5   | 30-44 ans    | 16,8   |
| 15     | 15-29 ans    | 13,2   |
| 17,7   | 0-14 ans     | 16,1   |

## Lieux et monuments

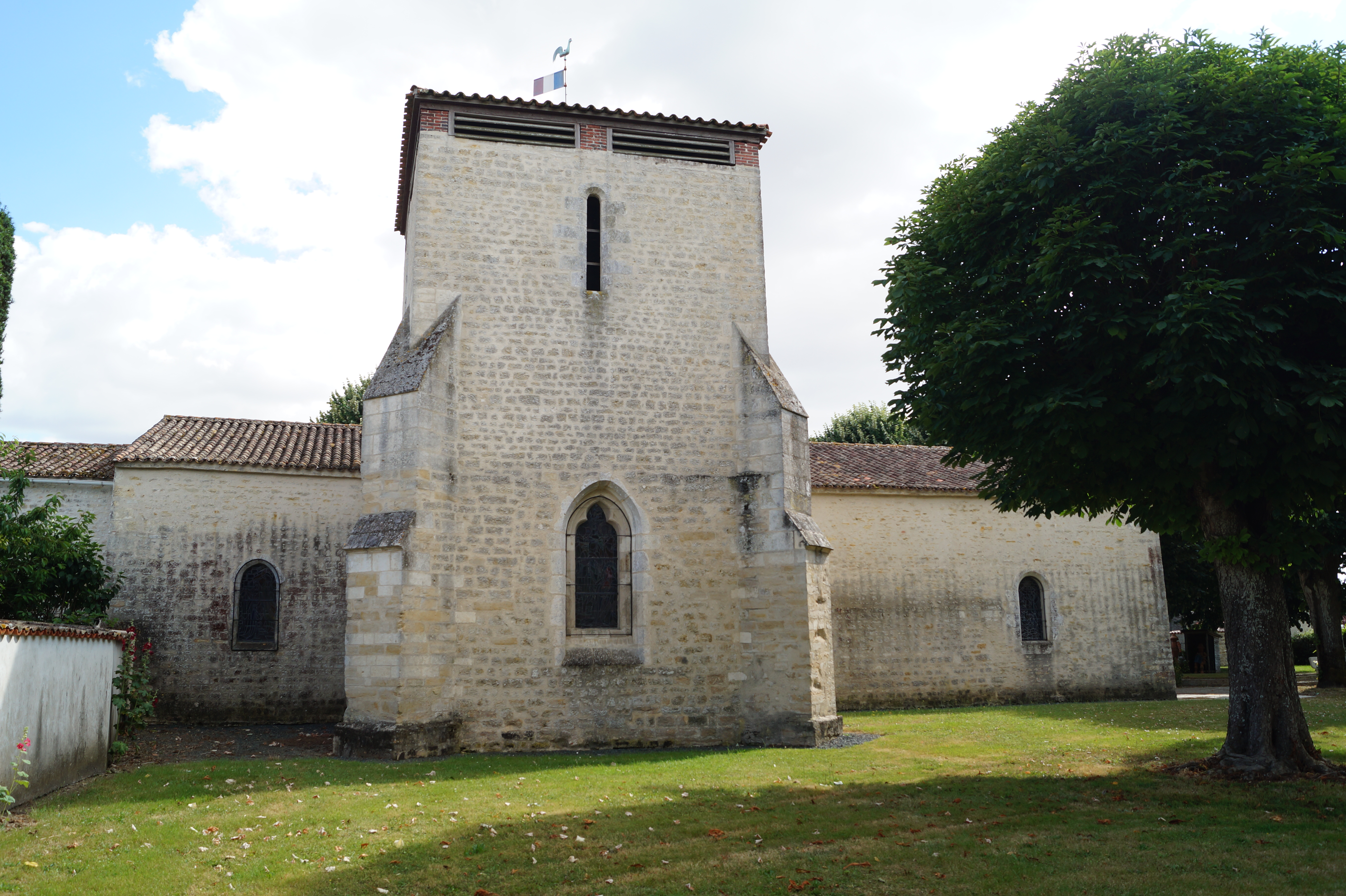
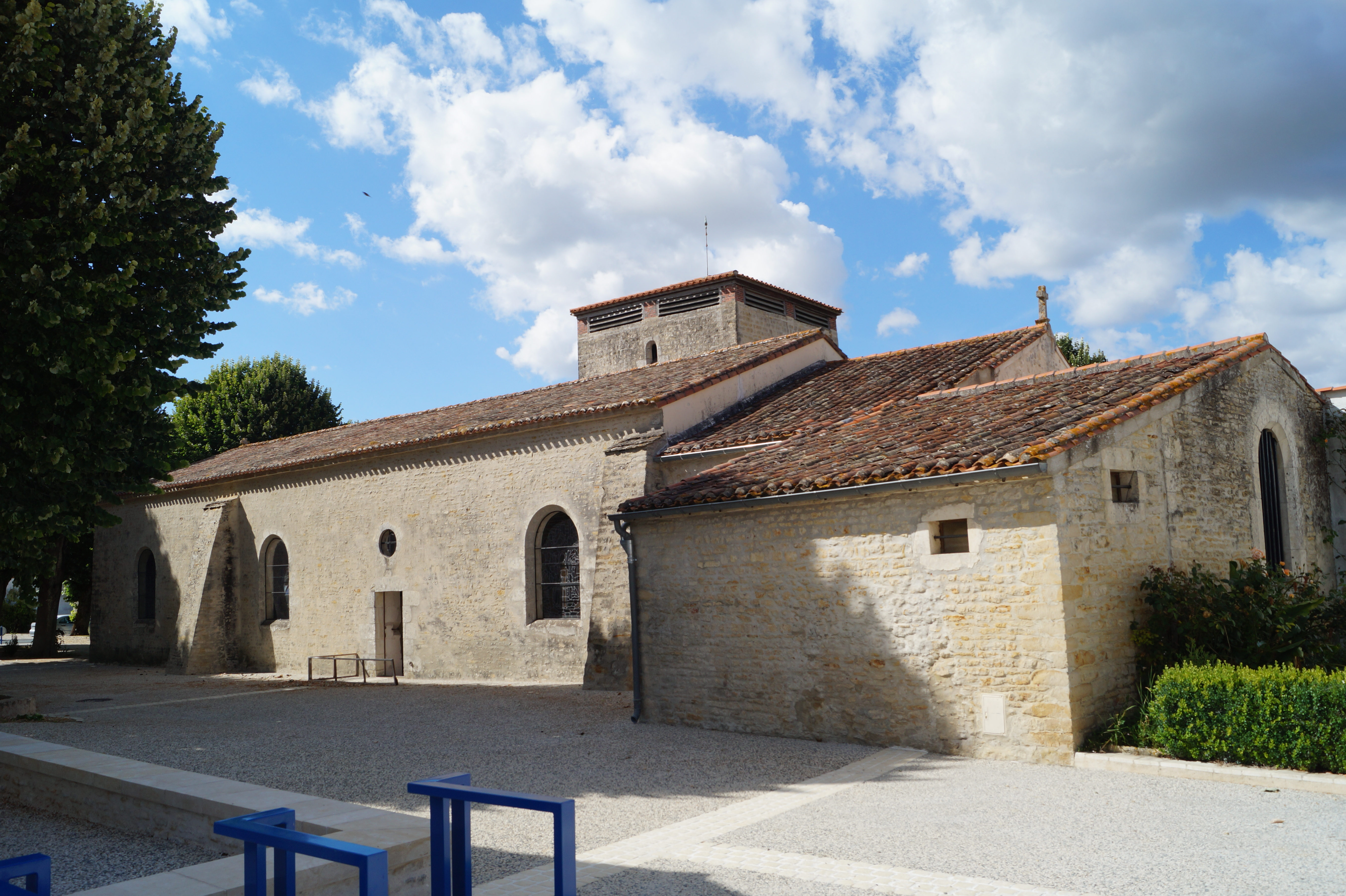

- Église Sainte-Radégonde.

## Personnalités liées à la commune
- Nicole-Claude Mathieu (1937-2014) y est née.
- Marcel Sarrazin (1906-1949) y est né. Il est un pionnier du transport aérien, a travaillé successivement aux LAL (Lignes Aériennes Latécoère), à Air Union puis Air France. Mécanicien navigant, pionnier du transport aérien long-courrier, il décède le 28 octobre 1949 dans l'accident du Constellation d'Air France aux Açores, dans lequel se trouvaient, entre autres, le boxeur Marcel Cerdan et la violoniste Ginette Neveu.

## Pour approfondir